# Lista produkcji studia ABC Signature

Logo ABC Signature

Lista zwiera produkcje studia ABC Signature, które wcześniej funkcjonowało pod markami Touchstone Television, ABC Studios i ABC Signature Studios.

## Trwające
| Tytuł                     | Lata emisji | Oryginalna emisja | Partnerzy produkcyjni                                                                 | Emisja w Polsce | Przypisy |
| ------------------------- | ----------- | ----------------- | ------------------------------------------------------------------------------------- | --------------- | -------- |
| The Amazing Race          | 2001–       | CBS               | Jerry Bruckheimer Television, CBS Television Studios                                  |                 | [ 1 ]    |
| Jimmy Kimmel Live!        | 2003–       | ABC               | Jackhole Productions (2003–2020), Kimmelot (2020–)                                    |                 | [ 2 ]    |
| Chirurdzy                 | 2005–       | ABC               | The Mark Gordon Company (2005–2018), Shondaland, Entertainment One Television (2018–) | T               | [ 3 ]    |
| The Good Doctor           | 2017–       | ABC               | 3AD Productions, EnterMedia Content, Shore Z Productions, Sony Pictures Television    | T               | [ 4 ]    |
| Grown-ish                 | 2018–       | Freeform          | Khalabo Ink Society, Principato-Young Entertainment, Cinema Gypsy Productions         |                 | [ 5 ]    |
| Jednostka 19              | 2018–       | ABC               | Shondaland                                                                            | T               | [ 4 ]    |
| Rekrut                    | 2018–       | ABC               | Perfectman Pictures, Entertainment One Television                                     | T               | [ 4 ]    |
| Godfather of Harlem       | 2019–       | MGM+              | Significant Productions                                                               |                 | [ 6 ]    |
| The Gloaming              | 2020 –      | Stan              | Sweet Potato Films, 2 Jons, Mushroom Pictures                                         |                 | [ 7 ]    |
| Siostry na zabój          | 2022–       | Apple TV+         | Merman Productions, Caviar Films                                                      |                 | [ 8 ]    |
| Criminal Minds: Evolution | 2022–       | CBS               | The Mark Gordon Company, Entertainment One, P'nut Productions, CBS Studios            |                 | [ 9 ]    |
| Domniemanie niewinności   | 2022–       | Hulu              | Good Home Training, Wilmore Films, Simpson Street, Onyx Collective                    |                 | [ 10 ]   |
| Rekrut: FBI               | 2023–       | ABC               | Entertainment One, Perfectman Pictures, Winterworks                                   |                 | [ 11 ]   |
| Skazany na wolność        | 2023–       | Hulu              | Onyx Collective, Anonymous Content, SisterLee Productions, Simpson Street             |                 | [ 12 ]   |

Uwagi
1. 1 2 3  Do 2007 roku produkowany pod banerem Touchstone Television.
2. 1 2 3 4 5 6 7  Od 2007 do 2020 roku produkowany pod banerem ABC Studios.
3. 1 2  Do 2020 roku produkowany pod banerem ABC Signature Studios.

## Zakończone

### Touchstone Television (1985–2007)
| Tytuł                                                       | Lata emisji | Oryginalna emisja | Partnerzy produkcyjni                                                                           | Emisja w Polsce | Przypisy |
| ----------------------------------------------------------- | ----------- | ----------------- | ----------------------------------------------------------------------------------------------- | --------------- | -------- |
| Wildside                                                    | 1985        | ABC               | Tom Greene Productions, Inc.                                                                    |                 | [ 13 ]   |
| Złotka                                                      | 1985–1992   | NBC               | Witt-Thomas-Harris Productions                                                                  | T               | [ 13 ]   |
| The Ellen Burstyn Show                                      | 1986        | ABC               | Ellen Burstyn Productions, P.A. 235 Productions, Inc.                                           |                 | [ 14 ]   |
| Down and Out in Beverly Hills                               | 1987        | Fox               |                                                                                                 |                 | [ 15 ]   |
| Mama’s Boy                                                  | 1987–1988   | NBC               | Witt-Thomas-Harris Productions                                                                  |                 | [ 16 ]   |
| The Oldest Rookie                                           | 1987–1988   | CBS               | Gil Giant Productions, Chapman Productions                                                      |                 | [ 15 ]   |
| Empty Nest                                                  | 1988–1995   | NBC               | Witt-Thomas-Harris Productions                                                                  |                 | [ 17 ]   |
| Hard Time on Planet Earth                                   | 1989        | CBS               | Demos-Bard/Shanachie Productions                                                                |                 | [ 18 ]   |
| Heartland                                                   | 1989        | CBS               | Impact Zone Productions, Witt-Thomas Productions                                                |                 | [ 19 ]   |
| The Nutt House                                              | 1989        | NBC               | Brooksfilms Television, Alan Spencer Productions                                                |                 | [ 18 ]   |
| Carol & Company                                             | 1990        | NBC               | Wind Dancer Productions, Kalola Productions                                                     |                 | [ 20 ]   |
| Singer & Sons                                               | 1990        | NBC               | Michael Jacobs Productions                                                                      |                 | [ 20 ]   |
| The Fanelli Boys                                            | 1990–1991   | NBC               | KTMB                                                                                            |                 | [ 21 ]   |
| Hull High                                                   | 1990–1991   | NBC               | Gil Grant Productions                                                                           |                 | [ 21 ]   |
| Lenny                                                       | 1990–1991   | CBS               | Impact Zone Productions, Witt-Thomas Productions                                                |                 | [ 21 ]   |
| Blossom                                                     | 1991–1995   | NBC               | Impact Zone Productions, Witt-Thomas Productions                                                |                 | [ 22 ]   |
| Good & Evil                                                 | 1991        | ABC               | Witt-Thomas Productions                                                                         |                 | [ 23 ]   |
| Stat                                                        | 1991        | ABC               | Tetagram Ltd.                                                                                   |                 | [ 22 ]   |
| Pacific Station                                             | 1991–1992   | NBC               |                                                                                                 |                 | [ 23 ]   |
| Walter & Emily                                              | 1991–1992   | NBC               |                                                                                                 |                 | [ 23 ]   |
| Herman’s Head                                               | 1991–1994   | Fox               | Witt-Thomas Productions                                                                         |                 | [ 23 ]   |
| Nurses                                                      | 1991–1994   | NBC               | Witt-Thomas-Harris Productions                                                                  |                 | [ 23 ]   |
| Pan Złota Rączka                                            | 1991–1999   | ABC               | Wind Dancer Productions                                                                         | T               | [ 23 ]   |
| Laurie Hill                                                 | 1992        | ABC               | The Black/Marlens Company                                                                       |                 | [ 24 ]   |
| Woops!                                                      | 1992        | Fox               | Heartfelt Productions, Witt-Thomas Productions                                                  |                 | [ 24 ]   |
| The Golden Palace                                           | 1992–1993   | CBS               | Witt-Thomas-Harris Productions                                                                  |                 | [ 24 ]   |
| Cutters                                                     | 1993        | CBS               | Grant/Tribune Productions                                                                       |                 | [ 25 ]   |
| Where I Live                                                | 1993        | ABC               |                                                                                                 |                 | [ 25 ]   |
| Bakersfield P.D.                                            | 1993–1994   | Fox               | Rock Island Productions                                                                         |                 | [ 26 ]   |
| The Sinbad Show                                             | 1993–1994   | Fox               | Michael Jacobs Productions, David & Golitah Productions, Gary Murphy-Larry Strawher Productions |                 | [ 26 ]   |
| Chłopiec poznaje świat                                      | 1993–2000   | ABC               | Michael Jacobs Productions                                                                      | T               | [ 26 ]   |
| The Good Life                                               | 1994        | NBC               | Interbang Inc.                                                                                  |                 | [ 27 ]   |
| Hardball                                                    | 1994        | Fox               | Interbang Inc.                                                                                  |                 | [ 28 ]   |
| Monty                                                       | 1994        | Fox               | Fair Dinkum Productions, Reserve Room Productions                                               |                 | [ 27 ]   |
| Someone Like Me                                             | 1994        | NBC               | Sandollar Television, Mohawk Productions                                                        |                 | [ 27 ]   |
| All-American Girl                                           | 1994–1995   | ABC               | Sandollar Television, Heartfelt Produtions                                                      |                 | [ 29 ]   |
| Thunder Alley                                               | 1994–1995   | ABC               | Wind Dancer Production Group                                                                    |                 | [ 27 ]   |
| Ellen                                                       | 1994–1998   | ABC               | Black/Marlens Company                                                                           | T               | [ 28 ]   |
| Bringing up Jack                                            | 1995        | ABC               |                                                                                                 |                 | [ 30 ]   |
| The George Wendt Show                                       | 1995        | CBS               | The Cloudland Company                                                                           |                 | [ 31 ]   |
| If Not for You                                              | 1995        | CBS               | Rock Island Productions                                                                         |                 | [ 32 ]   |
| Misery Loves Company                                        | 1995        | Fox               | Michael Jacobs Productions                                                                      |                 | [ 32 ]   |
| Pride & Joy                                                 | 1995        | NBC               |                                                                                                 |                 | [ 31 ]   |
| Brotherly Love                                              | 1995–1996   | NBC / The WB      | Witt-Thomas Productions                                                                         |                 | [ 32 ]   |
| Maybe This Time                                             | 1995–1996   | ABC               | Michael Jacobs Productions                                                                      |                 | [ 32 ]   |
| Bez przeszłości                                             | 1995–1996   | UPN               | Lawrence Hertzog Productions                                                                    | T               | [ 32 ]   |
| Unhappily Ever After                                        | 1995–1999   | The WB            |                                                                                                 |                 | [ 31 ]   |
| Buddies                                                     | 1996        | ABC               | Wind Dancer Production Group                                                                    |                 | [ 33 ]   |
| Dangerous Minds                                             | 1996–1997   | ABC               | Predawn Productions, Don Simpson/Jerry Bruckheimer Films                                        |                 | [ 34 ]   |
| Homeboys in Outer Space                                     | 1996–1997   | UPN               | Sweet Lorraine Productions                                                                      |                 | [ 35 ]   |
| Life’s Work                                                 | 1996–1997   | ABC               | Weest Inc.                                                                                      |                 | [ 36 ]   |
| Social Studies                                              | 1997        | UPN               | Film Fatale Inc., Sandollar Television                                                          |                 | [ 37 ]   |
| Hiller and Diller                                           | 1997–1998   | ABC               | Imagine Television                                                                              |                 | [ 38 ]   |
| Dusza człowiek                                              | 1997–1998   | ABC               | Wind Dancer Production Group                                                                    | T               | [ 37 ]   |
| You Wish                                                    | 1997–1998   | ABC               |                                                                                                 |                 | [ 37 ]   |
| Aniołek z piekła rodem                                      | 1997–1998   | ABC               | Spooky Magic Productions                                                                        | T               | [ 37 ]   |
| Costello                                                    | 1998        | Fox               | Wind Dancer Production Group                                                                    |                 | [ 39 ]   |
| The Secret Lives of Men                                     | 1998        | ABC               | Witt-Thomas Productions                                                                         |                 | [ 40 ]   |
| Style & Substance                                           | 1998        | CBS               | The Cloudland Company                                                                           |                 | [ 41 ]   |
| Felicity                                                    | 1998–2002   | The WB            | Imagine Television                                                                              | T               | [ 42 ]   |
| Redakcja sportowa                                           | 1998–2000   | ABC               | Imagine Television                                                                              | T               | [ 43 ]   |
| Thanks                                                      | 1999        | CBS               | Mauretenia Productions                                                                          |                 | [ 44 ]   |
| Once and Again                                              | 1999–2002   | ABC               | Bedford Falls Productions                                                                       |                 | [ 45 ]   |
| Zoe i przyjaciele                                           | 1999–2000   | The WB            | Michael Jacobs Productions                                                                      | T               | [ 46 ]   |
| Blokersi                                                    | 1999–2001   | Fox / The WB      | Imagine Television, The Murphy Company, Will Vinton Studios                                     | T               | [ 47 ]   |
| Asy z klasy                                                 | 1999–2001   | The WB            | Ryan Murphy Productions, Roundtable Ink, The Shephard/Robin Company                             | T               | [ 48 ]   |
| Brutally Normal                                             | 2000        | The WB            | Swerdlow-Goldberg Productions, The Shephard/Robin Company                                       |                 | [ 49 ]   |
| Clerks: The Animated Series                                 | 2000        | ABC               | Miramax Television, View Askew Productions, Woltz International Pictures Corporation            |                 | [ 50 ]   |
| Daddio                                                      | 2000        | NBC               | Big Fan                                                                                         |                 | [ 51 ]   |
| Wszystko w rodzinie                                         | 2000        | ABC               | Chupack Productions, Artists Television Group                                                   | T               | [ 52 ]   |
| Kto tu zwariował                                            | 2000        | ABC               | Garfield Grove Productions, Paramount Television                                                | T               | [ 53 ]   |
| Wonderland                                                  | 2000        | ABC               | Imagine Television                                                                              |                 | [ 54 ]   |
| The Geena Davis Show                                        | 2000–2001   | ABC               | Wass-Stein Productions                                                                          | T               | [ 55 ]   |
| Gideon’s Crossing                                           | 2000–2001   | ABC               | Heel And Toe Films                                                                              |                 | [ 56 ]   |
| The Beast                                                   | 2001        | ABC               | Imagine Television                                                                              |                 | [ 57 ]   |
| Bob – swój chłop                                            | 2001        | ABC               | Angel Ark Productions, 20th Century Fox Television                                              | T               | [ 58 ]   |
| Go Fish                                                     | 2001        | NBC               | Wass-Stein Productions                                                                          |                 | [ 59 ]   |
| Zawód glina                                                 | 2001–2002   | ABC               | Apostle Productions, The Cloudland Company, DreamWorks Television                               | T               | [ 58 ]   |
| Odlotowa małolata                                           | 2001–2002   | The WB            | SamJen Productions, Warner Bros. Television                                                     | T               | [ 60 ]   |
| The Wayne Brady Show                                        | 2001–2002   | ABC               | Brad Grey/Don Mischer                                                                           |                 | [ 61 ]   |
| On, ona i dzieciaki                                         | 2001–2005   | ABC               | Wayans Bros. Entertainment, Impact Zone Productions                                             | T               | [ 58 ]   |
| Agentka o stu twarzach                                      | 2001–2006   | ABC               | Bad Robot Productions                                                                           | T               | [ 58 ]   |
| Imagine That                                                | 2002        | NBC               | Seth Kurland Productions, Columbia TriStar Television                                           |                 | [ 62 ]   |
| MDs                                                         | 2002        | ABC               |                                                                                                 |                 | [ 63 ]   |
| Push, Nevada                                                | 2002        | ABC               |                                                                                                 |                 | [ 63 ]   |
| That Was Then                                               | 2002        | ABC               | Brookline Productions, Lemonade Stand Productions                                               |                 | [ 63 ]   |
| Wednesday 9:30 (8:30 Central) / My Adventures in Television | 2002        | ABC               | The Cloudland Company                                                                           |                 | [ 64 ]   |
| Clone High                                                  | 2002–2003   | MTV               | Doozer Productions, Lord Miller Productions, Nelvana, MTV                                       |                 | [ 65 ]   |
| Life with Bonnie                                            | 2002–2004   | ABC               | Bob & Alice Productions                                                                         |                 | [ 63 ]   |
| 8 prostych zasad                                            | 2002–2005   | ABC               | Shady Acres Entertainment, Flody Co. (2002 – 2004), Tracy Gamble Productions (2004)             | T               | [ 66 ]   |
| Prawie doskonali                                            | 2002–2006   | ABC               | Wass-Stein Productions                                                                          | T               | [ 67 ]   |
| Detektyw Monk                                               | 2002 – 2009 | USA Network       | Mandeville Films, Universal Cable Productions                                                   | T               | [ 68 ]   |
| Lost at Home                                                | 2003        | ABC               | Michael Jacobs Productions, NBC Studios                                                         |                 | [ 69 ]   |
| Cuda                                                        | 2003        | ABC               | David Greenbalt Productions, Spyglass Entertainment                                             | T               | [ 63 ]   |
| Gracze                                                      | 2003        | ESPN              | Thanksgiving Day, Imagine Television, Orly Adelson Productions                                  | T               | [ 70 ]   |
| Regular Joe                                                 | 2003        | ABC               |                                                                                                 |                 | [ 71 ]   |
| Veritas: The Quest                                          | 2003        | ABC               | Massett-Zinman Productions                                                                      |                 | [ 72 ]   |
| Zawód: Glina                                                | 2003–2004   | ABC               | Spelling Television, Badlands Entertainment                                                     | T               | [ 73 ]   |
| It’s All Relative                                           | 2003–2004   | ABC               | Storyline Entertainment, Naturally Blond Productions, Paramount Network Television              |                 | [ 73 ]   |
| Line of Fire                                                | 2003–2004   | ABC               | Battle Plan Productions, DreamWorks Television                                                  |                 | [ 73 ]   |
| Raport o zagrożeniach                                       | 2003–2004   | ABC               | Industry Entertainment                                                                          | T               | [ 73 ]   |
| Hope i Faith                                                | 2003–2006   | ABC               | Industry Entertainment                                                                          | T               | [ 73 ]   |
| Szpital „Królestwo”                                         | 2004        | ABC               | Sony Pictures Television, Mark Carliner Productions                                             | T               | [ 73 ]   |
| Kevin Hill                                                  | 2004–2005   | UPN               | Icon Productions                                                                                | T               | [ 74 ]   |
| Life As We Know It                                          | 2004–2005   | ABC               | Sachs/Judah Productions, Cabloom! Productions                                                   |                 | [ 67 ]   |
| Rodney                                                      | 2004–2006   | ABC               |                                                                                                 | T               | [ 67 ]   |
| Imperium                                                    | 2005        | ABC               |                                                                                                 | T               | [ 75 ]   |
| Inconceivable                                               | 2005        | NBC               |                                                                                                 |                 | [ 76 ]   |
| Domek na prerii                                             | 2005        | ABC               |                                                                                                 | T               | [ 77 ]   |
| Muppetty w krainie Oz                                       | 2005        | ABC               | The Jim Henson Company, Fox Television Studios                                                  | T               | [ 78 ]   |
| Romy i Michele podbijają świat                              | 2005        | ABC Family        |                                                                                                 | T               | [ 79 ]   |
| Tilt                                                        | 2005        | ESPN              |                                                                                                 |                 | [ 80 ]   |
| Night Stalker                                               | 2005–2006   | ABC               | Big Light Productions                                                                           |                 | [ 66 ]   |
| Skazani za niewinność                                       | 2006        | ABC               | King Size Productions                                                                           | T               | [ 81 ]   |
| Three Moons Over Milford                                    | 2006        | ABC Family        |                                                                                                 |                 | [ 82 ]   |
| Sześć stopni oddalenia                                      | 2006–2007   | ABC               | Nosebleed Productions                                                                           | T               | [ 3 ]    |
| Czas na Briana                                              | 2006–2007   | ABC               | Bad Robot Productions, Sachs–Judah Productions                                                  | T               | [ 3 ]    |
| W nagłym wypadku                                            | 2007        | ABC               | Bushwhacker Productions, Howard J. Morris Productions                                           | T               | [ 3 ]    |
| Jak obrabować Micka Jaggera                                 | 2007        | ABC               | B&B Productions, Worldwide Pants Incorporated                                                   | T               | [ 83 ]   |

Uwagi
1. ↑  Drugi sezon produkowało Walt Disney Television.
2. ↑  Produkowany do końca pod banerem Touchstone Television.

### ABC Studios (2007–2020)
| Tytuł                            | Lata emisji | Oryginalna emisja | Partnerzy produkcyjni | Emisja w Polsce | Przypisy |
| -------------------------------- | ----------- | ----------------- | --- | --------------- | -------- |
| Jim wie lepiej                   | 2001 – 2009 | ABC               | Newman/Stark Productions, Suzanne Bukinik Entertainment and Brad Grey Television                                                                                              | T               | [ 3 ]    |
| Hoży doktorzy                    | 2001–2010   | NBC / ABC         | Doozer Productions | T               | [ 63 ]   |
| Zagubieni                        | 2004–2010   | ABC               | Bad Robot Productions | T               | [ 3 ]    |
| Gotowe na wszystko               | 2004–2012   | ABC               | Cherry Productions | T               | [ 3 ]    |
| Zaklinacz dusz                   | 2005–2010   | CBS               | CBS Television Studios, Sander/Moses Productions | T               | [ 1 ]    |
| Zabójcze umysły                  | 2005–2020   | CBS, Paramount+   | The Mark Gordon Company, Entertainment One, CBS Television Studios | T               | [ 1 ]    |
| Ten sam dzień                    | 2006–2008   | ABC               | | T               | [ 3 ]    |
| Kyle XY                          | 2006–2009   | ABC Family        | Kyle XY Productions, BenderSpink Productions, Two Cigarettes and One Match Productions (2006)                                                                                 | T               | [ 84 ]   |
| Brzydula Betty                   | 2006–2010   | ABC               | Silent H Productions, Ventanarosa Productions, Reveille Productions | T               | [ 3 ]    |
| Bracia i siostry                 | 2006–2011   | ABC               | Berlanti Television, After Portsmouth Productions | T               | [ 3 ]    |
| Rodzina Duque                    | 2007        | CBS               | CBS Paramount Network Television | T               | [ 85 ]   |
| Cavemen                          | 2007        | ABC               | Double Vision Productions, Television 360 |                 | [ 86 ]   |
| Ale jazda!                       | 2007–2008   | ABC               | DreamWorks Television, T.R.O.N.T Productions, 3 Arts Entertainment | T               | [ 86 ]   |
| Dirt                             | 2007–2008   | FX                | Coquette Productions, Matthew Carnahan Circus Products | T               | [ 87 ]   |
| Donas de Casa Desesperadas       | 2007–2008   | RedeTV!           | |                 | [ 88 ]   |
| Powrót na October Road           | 2007–2008   | ABC               | Space Floor Television, Mojo Films, Group M Entertainment (2007) | T               | [ 86 ]   |
| Seks, kasa i kłopoty             | 2007–2009   | ABC               | Berlanti Productions | T               | [ 86 ]   |
| Żniwiarz                         | 2007–2009   | The CW            | The Mark Gordon Company, Fazekas & Butters, Dark Baby Productions | T               | [ 89 ]   |
| Kim jest Samantha?               | 2007–2009   | ABC               | Donald Todd Productions, Brillstein Entertainment Partners | T               | [ 90 ]   |
| Poślubione armii                 | 2007–2013   | Lifetime          | The Mark Gordon Company | T               | [ 91 ]   |
| Prywatna praktyka                | 2007–2013   | ABC               | Shondaland, The Mark Gordon Company | T               | [ 86 ]   |
| Eli Stone                        | 2008–2009   | ABC               | Berlanti Productions | T               | [ 90 ]   |
| Life on Mars                     | 2008–2009   | ABC               | 20th Century Fox Television, Space Floor TV |                 | [ 90 ]   |
| Raising the Bar                  | 2008–2009   | TNT               | Steven Bochco Productions |                 | [ 92 ]   |
| Rozwodnik Gary                   | 2008–2010   | CBS               | CBS Television Studios, Ed Yeager Productions (2008–2009), Rude Mood Productions (2008–2009)                                                                                  | T               | [ 1 ]    |
| Miecz prawdy                     | 2008–2010   |                   | Paperboy Productions, Renaissance Pictures | T               | [ 93 ]   |
| Cupid                            | 2009        | ABC               | Rob Thomas Productions, Sony Pictures Television |                 | [ 94 ]   |
| In the Motherhood                | 2009        | ABC               | Pointy Bird Productions, Cabloom! Productions, Mindshare Entertainment |                 | [ 95 ]   |
| Ruby & The Rockits               | 2009        | ABC Family        | |                 | [ 96 ]   |
| Sherri                           | 2009        | Lifetime          | |                 | [ 97 ]   |
| FlashForward: Przebłysk jutra    | 2009–2010   | ABC               | HBO Entertainment, Phantom Four Films | T               | [ 98 ]   |
| Cougar Town: Miasto kocic        | 2009–2015   | ABC / TBS         | Doozer Productions, Coquette Productions | T               | [ 98 ]   |
| Castle                           | 2009–2016   | ABC               | Beacon Pictures, The Barry Schindel Company (2009), Experimental Pictures (2009 – 2013) and Milmar Pictures (2013 – 2015)                                                     | T               | [ 98 ]   |
| Happy Town                       | 2010        | ABC               | | T               | [ 98 ]   |
| My Generation                    | 2010        | ABC               | 26 Keys Productions |                 | [ 99 ]   |
| Scoundrels                       | 2010        | ABC               | Long Run Productions |                 | [ 100 ]  |
| Detroit 1-8-7                    | 2010–2011   | ABC               | Remainder Men Productions, Mandeville Television |                 | [ 99 ]   |
| Zwykła/niezwykła rodzinka        | 2010–2011   | ABC               | Berlanti Television, Oh That Gus Inc. | T               | [ 99 ]   |
| Zabójcze umysły: Okiem sprawcy   | 2011        | CBS               | The Mark Gordon Company, Bernero Productions, CBS Television Studios | T               | [ 101 ]  |
| Man Up!                          | 2011        | ABC               | Garfield Grove, Bicycle Path Productions, Tagline Television |                 | [ 102 ]  |
| Off the Map: Klinika w tropikach | 2011        | ABC               | Shondaland, Minnesota Logging Company | T               | [ 99 ]   |
| The Protector                    | 2011        | Lifetime          | Wass-Stein Productions |                 | [ 103 ]  |
| State of Georgia                 | 2011        | ABC Family        | Jennifer Weiner Productions, Kirk J. Rudell Productions |                 | [ 104 ]  |
| Ringer                           | 2011–2012   | The CW            | Green Eggs And Pam Productions Inc., Brillstein Entertainment Partners, CBS Television Studios, Warner Bros. Television                                                       |                 | [ 105 ]  |
| Anatomia prawdy                  | 2011–2013   | ABC               | Matthew Gross Entertainment, Arcturus Productions (2011–2013) | T               | [ 106 ]  |
| Happy Endings                    | 2011–2013   | ABC               | Sony Pictures Television, FanFare Productions, Shark Vs Bear Productions (2012 – 2013)                                                                                        | T               | [ 106 ]  |
| Zemsta                           | 2011–2015   | ABC               | Page Fright (2011–2013), Temple Hill Entertainment | T               | [ 106 ]  |
| Dawno, dawno temu                | 2011–2018   | ABC               | Kitsis-Horowitz Productions | T               | [ 106 ]  |
| Świętoszki z Dallas              | 2012        | ABC               | Darren Star Productions, Kapital Entertainment | T               | [ 107 ]  |
| Missing: Zemsta                  | 2012        | ABC               | Little Engine Productions, Upcountry Productions | T               | [ 108 ]  |
| Rzeka                            | 2012        | ABC               | Haunted Movies, J.A. Green Construction Corp., Amblin Television | T               | [ 109 ]  |
| Malibu Country                   | 2012–2013   | ABC               | ACME Productions, Blah Blah Blah Productions |                 | [ 106 ]  |
| The Neighbors                    | 2012–2014   | ABC               | 17–28 Black Inc., Kapital Entertainment |                 | [ 106 ]  |
| Pułapki umysłu                   | 2012–2015   | TNT               | Paperboy Productions | T               | [ 110 ]  |
| Nashville                        | 2012–2017   | ABC / CMT         | The Bedford Falls Company (2016–2017), Walk And Chew Gum Inc., Cutler Productions (2012–2013), Small Wishes Productions (2012–2016), Opry Entertainment, Lionsgate Television |                 | [ 106 ]  |
| Skandal                          | 2012–2018   | ABC               | Shondaland | T               | [ 111 ]  |
| Rozmontowani                     | 2013        | ABC               | | T               | [ 106 ]  |
| Witam panie                      | 2013        | HBO               | Four Eyes Entertainment, Quantity Entertainment | T               | [ 112 ]  |
| Lucky 7                          | 2013        | ABC               | Amblin Television, Remainder Men, The Beekeeper’s Apprentice |                 | [ 113 ]  |
| Szkarłatna wdowa                 | 2013        | ABC               | Endemol | T               | [ 106 ]  |
| The Vineyard                     | 2013        | ABC Family        | |                 | [ 114 ]  |
| Zero Hour                        | 2013        | ABC               | Clickety-Clack Productions, di Bonaventura Pictures |                 | [ 106 ]  |
| Betrayal                         | 2013–2014   | ABC               | Remainder Men Productions, Scripted World Productions, VARA |                 | [ 113 ]  |
| Once Upon a Time in Wonderland   | 2013–2014   | ABC               | Kitsis-Horowitz Productions |                 | [ 113 ]  |
| Żona na pokaz                    | 2013–2014   | ABC               | Quantity Entertainment | T               | [ 113 ]  |
| Pokojówki z Beverly Hills        | 2013–2016   | Lifetime          | Cherry/Wind Productions, Televisa International | T               | [ 113 ]  |
| Agenci T.A.R.C.Z.Y.              | 2013–2020   | ABC               | Mutant Enemy Productions, Marvel Television | T               | [ 113 ]  |
| Intelligence                     | 2014        | CBS               | CBS Television Studios, The Barry Schindel Company | T               | [ 115 ]  |
| Killer Women                     | 2014        | ABC               | |                 | [ 113 ]  |
| Miłość na Manhattanie            | 2014        | ABC               | Brillstein Entertainment Partners, Burrow Owl Productions | T               | [ 116 ]  |
| Mixology                         | 2014        | ABC               | Lucas & Moore, Ryan Seacrest Productions |                 | [ 113 ]  |
| Bractwo czerwonej opaski         | 2014–2015   | Fox               | Amblin Television and Filmax | T               | [ 116 ]  |
| Resurrection                     | 2014–2015   | ABC               | Plan B Entertainment |                 | [ 116 ]  |
| Sposób na morderstwo             | 2014–2020   | ABC               | Shondaland, NoWalk Entertainment | T               | [ 116 ]  |
| Astronaut Wives Club             | 2015        | ABC               | Fake Empire Productions, Groundswell Productions |                 | [ 117 ]  |
| The Whispers                     | 2015        | ABC               | Clickety-Clack Productions, Amblin Television |                 | [ 118 ]  |
| Miasto zła                       | 2015        | ABC               | Mandeville Television | T               | [ 119 ]  |
| Agentka Carter                   | 2015–2016   | ABC               | Fazekas & Butters Productions, Marvel Television | T               | [ 119 ]  |
| Galavant                         | 2015–2016   | ABC               | Rhode Island Ave. Productions |                 | [ 119 ]  |
| Dziadek z przypadku              | 2015–2016   | Fox               | Rhode Island Ave. Productions, Consolidated Chumworks, 20th Century Fox Television                                                                                            | T               | [ 120 ]  |
| Muppety                          | 2015–2016   | ABC               | Bill Prady Productions, The Muppets Studio | T               | [ 119 ]  |
| Podejrzany                       | 2015–2016   | ABC               | Avenue K Productions, Hoodlum Entertainment, Kapital Entertainment | T               | [ 119 ]  |
| American Crime                   | 2015–2017   | ABC               | International Famous Players Radio Pictures Corporation, Stearns Castle Entertainment                                                                                         | T               | [ 119 ]  |
| Dr Ken                           | 2015–2017   | ABC               | Old Charlie Productions, Davis Entertainment, Sony Pictures Television |                 | [ 111 ]  |
| Code Black: Stan krytyczny       | 2015–2018   | CBS               | Michael Seitzman’s Pictures, Tiny Pyro Productions, CBS Television Studios | T               | [ 121 ]  |
| Daredevil                        | 2015–2018   | Netflix           | DeKnight Productions (2015), Goddard Textiles, Marvel Television | T               | [ 122 ]  |
| Quantico                         | 2015–2018   | ABC               | Random Acts Productions, The Mark Gordon Company | T               | [ 119 ]  |
| Jessica Jones                    | 2015–2019   | Netflix           | Tall Girls Productions, Marvel Television | T               | [ 122 ]  |
| Rodzina Warrenów                 | 2016        | ABC               | Mandeville Films, Minnesota Logging Company | T               | [ 119 ]  |
| Madoff                           | 2016        | ABC               | Lincoln Square Productions |                 | [ 123 ]  |
| Notorious                        | 2016        | ABC               | Osprey Productions, Sony Pictures Television |                 | [ 111 ]  |
| Of Kings and Prophets            | 2016        | ABC               | BoomGen Studios, Philotimo Factory, Jason T. Reed Productions |                 | [ 119 ]  |
| Uncle Buck                       | 2016        | ABC               | Will Packer Productions, Unaccountable Freaks Productions, Universal Television                                                                                               |                 | [ 119 ]  |
| Blef                             | 2016–2017   | ABC               | Shondaland | T               | [ 119 ]  |
| Conviction                       | 2016–2017   | ABC               | Double Fried Productions, The Mark Gordon Company |                 | [ 111 ]  |
| Zabójcze umysły: poza granicami  | 2016–2017   | CBS               | Erica Messer Productions, The Mark Gordon Company, CBS Television Studios | T               | [ 124 ]  |
| The Real O’Neals                 | 2016–2017   | ABC               | Windsor & Johnson Productions, di Bonaventura Television |                 | [ 111 ]  |
| Designated Survivor              | 2016–2018   | ABC               | Kinberg Genre, The Mark Gordon Company | T               | [ 111 ]  |
| Luke Cage                        | 2016–2018   | Netflix           | Marvel Television | T               | [ 122 ]  |
| Defenders                        | 2017        | Netflix           | Goddard Textiles, Nine and a Half Fingers Inc., Marvel Television | T               | [ 122 ]  |
| Downward Dog                     | 2017        | ABC               | Mosaic Media Group, Animal Media Group, Legendary Television |                 | [ 111 ]  |
| Imaginary Mary                   | 2017        | ABC               | David Guarascio Productions, Adam F. Goldberg Productions, Happy Madison Productions, Sony Pictures Television                                                                |                 | [ 111 ]  |
| Inhumans                         | 2017        | ABC               | Devilina Productions, Marvel Television | T               | [ 125 ]  |
| The Mayor                        | 2017        | ABC               | Jeremy Bronson Productions, Fee-Fi-Fo Films, Fanfare Productions |                 | [ 125 ]  |
| Still Star-Crossed               | 2017        | ABC               | Shondaland |                 | [ 111 ]  |
| When We Rise                     | 2017        | ABC               | Hungry Jackal Productions, Laurence Mark Productions |                 | [ 126 ]  |
| Iron Fist                        | 2017–2018   | Netflix           | Devilina Productions (2017), Marvel Television | T               | [ 122 ]  |
| Kevin (Probably) Saves the World | 2017–2018   | ABC               | Fazekas & Butters Productions |                 | [ 127 ]  |
| Punisher                         | 2017–2019   | Netflix           | Marvel Television | T               | [ 122 ]  |
| Alex, Inc                        | 2018        | ABC               | Davis Entertainment, Two Soups Productions, Sony Pictures Television |                 | [ 125 ]  |
| The Alec Baldwin Show            | 2018        | ABC               | Greengrass Productions, El Dorado Pictures |                 | [ 4 ]    |
| The Crossing. Przeprawa          | 2018        | ABC               | Dworkin/Beattie Productions, Brick Moon Television | T               | [ 125 ]  |
| Take Two                         | 2018        | ABC               | MillMar Pictures, Tandem Communications, StudioCanal |                 | [ 128 ]  |
| For the People                   | 2018–2019   | ABC               | Davies Heavy Industries, Shondaland |                 | [ 125 ]  |
| The Kids Are Alright             | 2018–2019   | ABC               | Mr. Bigshot Fancy-Pants Productions Inc |                 | [ 4 ]    |
| Rodzice nie do pary              | 2018–2020   | ABC               | Elizabeth Meriwether Pictures, JJ Philbin Productions, 20th Century Fox Television                                                                                            | T               | [ 4 ]    |
| The Fix                          | 2019        | ABC               | Happier in Hollywood, Mandeville Television |                 | [ 129 ]  |
| Grand Hotel                      | 2019        | ABC               | UnbeliEVABLE Entertainment. BT’s Fishing Team |                 | [ 129 ]  |
| Reef Break                       | 2019        | ABC               | Wild Poppy Entertainment |                 | [ 129 ]  |
| Kochany bajzel                   | 2019–2020   | ABC               | Elizabeth Meriwether Pictures, Lake Bell Productions, 20th Century Fox Television                                                                                             | T               | [ 130 ]  |
| Emergence                        | 2019–2020   | ABC               | Fazekas & Butters Production |                 | [ 130 ]  |
| Schooled                         | 2019–2020   | ABC               | Adam F. Goldberg Productions, Happy Madison Productions, Marc Firek Productions, Doug Robinson Productions, Sony Pictures Television                                          |                 | [ 130 ]  |
| Stumptown                        | 2019–2020   | ABC               | Jason Richman Entertainment, The District | T               | [ 130 ]  |
| Piekarz i piękna                 | 2020        | ABC               | Dean Georgias Entertainment/2.0, Keshet Media Group, Universal Television | T               | [ 130 ]  |
| United We Fall                   | 2020        | ABC               | Julius Sharpe International Petroleum & Writing, Exhibit A, Sony Pictures Television                                                                                          |                 | [ 130 ]  |
| Czworonożna elita                | 2019–2020   | Disney+           | KTF Films, Submarine Deluxe |                 | [ 131 ]  |
| Amazing Stories                  | 2020        | Apple TV+         | Universal Television, Kitsis/Horowitz, Amblin Television |                 | [ 132 ]  |
| Kultowe rekwizyty                | 2020        | Disney+           | Cinema Relics Productions |                 | [ 133 ]  |

Uwagi
1. 1 2 3 4 5 6 7 8 9 10 11 12  Do 2007 roku produkowany pod banerem Touchstone Television.
2. ↑  Brazylijska wersja serialu Gotowe na wszystko.
3. ↑  Produkowany pod banerem ABC Studios International.

### ABC Signature Studios (2012–2020)
| Tytuł                     | Lata emisji | Oryginalna emisja       | Partnerzy produkcyjni                                                                      | Emisja w Polsce | Przypisy |
| ------------------------- | ----------- | ----------------------- | ------------------------------------------------------------------------------------------ | --------------- | -------- |
| Kochanki                  | 2013–2016   | ABC                     | Good Talk Productions, Bob Sertner Productions, Ecosse Films, Tsiporah Productions         | T               | [ 134 ]  |
| Benched                   | 2014        | USA Network             | The Mark Gordon Company                                                                    |                 | [ 135 ]  |
| Blood & Oil               | 2015        | ABC                     | Flame Ventures                                                                             |                 | [ 136 ]  |
| Nominacja                 | 2016        | HBO                     | Groundswell Productions, HBO Films                                                         | T               | [ 137 ]  |
| Dead of Summer            | 2016        | Freeform                | Kitsis-Horowitz Productions                                                                |                 | [ 138 ]  |
| Guerrilla                 | 2017        | Sky Atlantic / Showtime | Green Door Pictures, Fifty Fathoms, Stearns Castle Entertainment                           | T               | [ 139 ]  |
| Runaways                  | 2017–2019   | Hulu                    | Marvel Television, Fake Empire Productions                                                 | T               | [ 140 ]  |
| SMILF                     | 2017–2019   | Showtime                | Showtime Networks, Supahsmart Productions, Quantity Entertainment, Groundswell Productions | T               | [ 141 ]  |
| All About the Washingtons | 2018        | Netflix                 | Simmons Lehman Productions, Amblin Television                                              | T               | [ 142 ]  |
| Cloak & Dagger            | 2018–2019   | Freeform                | Wandering Rocks Productions, Marvel Television                                             | T               | [ 143 ]  |
| High Fidelity             | 2020        | Hulu                    | Midnight Radio, West & Kuczarek                                                            |                 | [ 144 ]  |
| Małe ogniska              | 2020        | Hulu                    | Hello Sunshine, Simpson Street                                                             | T               | [ 145 ]  |
| Helstrom                  | 2020        | Hulu                    | Marvel Television                                                                          | T               | [ 146 ]  |

### ABC Signature (2021–)
| Tytuł                             | Lata emisji | Oryginalna emisja   | Partnerzy produkcyjni                                                                        | Emisja w Polsce | Przypisy |
| --------------------------------- | ----------- | ------------------- | -------------------------------------------------------------------------------------------- | --------------- | -------- |
| Czarno to widzę                   | 2014–2022   | ABC                 | Khalabo Ink Society, Principato-Young Entertainment, Cinema Gypsy Productions, Artists First | T               | [ 4 ]    |
| Nie ma lekko                      | 2016–2021   | ABC                 | Eight Sisters, Inc., Wiener & Schwartz Productions, Kapital Entertainment                    | T               | [ 4 ]    |
| Patolog                           | 2018–2021   | ABC Australia       | Hoodlum Entertainment, Screen Queensland                                                     | T               | [ 147 ]  |
| A Million Little Things           | 2018–2023   | ABC                 | Next Thing You Know Productions, Fee-Fi-Fo Films, Kapital Entertainment                      |                 | [ 4 ]    |
| Mixed-ish                         | 2019–2021   | ABC                 | Khalabo Ink Society, Cinema Gypsy Productions, Artists First                                 | T               | [ 130 ]  |
| Dollface                          | 2019–2022   | Hulu                | LuckyChap Entertainment, Clubhouse Pictures                                                  | T               | [ 148 ]  |
| For Life                          | 2020–2021   | ABC                 | Sony Pictures Television, Doug Robinson Productions and G-Unit Films, Television Inc.        |                 | [ 130 ]  |
| Woke                              | 2020–2022   | Hulu                | Cloud Nine Productions, Olive Bridge Entertainment, Sony Pictures Television                 |                 | [ 149 ]  |
| Dzicz                             | 2020–2022   | Amazon Prime Video  | Amazon Studios, Fanfare, Dylan Clark Productions                                             | T               | [ 150 ]  |
| Call Your Mother                  | 2021        | ABC                 | Kari’s Logo Here, Sony Pictures Television                                                   |                 | [ 151 ]  |
| Rebel                             | 2021        | ABC                 | Trip The Light Productions, Davis Entertainment, Sony Pictures Television                    | T               | [ 152 ]  |
| Potężne kaczory: Sezon na zmiany  | 2021–2022   | Disney+             | Brillstein Entertainment                                                                     | T               | [ 153 ]  |
| Drużyna                           | 2021–2022   | Disney+             | David E. Kelley Productions                                                                  | T               | [ 154 ]  |
| Queens                            | 2021–2022   | ABC                 | Windpower Entertainment, How My Hair Look                                                    | T               | [ 155 ]  |
| Home Economics                    | 2021–2023   | ABC                 | Lionsgate Television, Colton & Aboud, The Tannenbaum Company                                 |                 | [ 156 ]  |
| Obiecna kraina                    | 2022–2022   | ABC / Hulu          | Neptune Way, Lit Entertainment, Little Mountain Films                                        | T               | [ 157 ]  |
| Wszystko to chłam                 | 2022        | Freeform            | Tiny Reparations                                                                             |                 | [ 158 ]  |
| Pięć dni w szpitalu Memorial      | 2022        | Apple TV+           | Genre Arts, International Famous Radio Players Pictures Corporation                          |                 | [ 159 ]  |
| Naiwniak                          | 2022–2023   | Hulu                | Tutu, Get In The Car, Incredible Success!, Red Pulley Productions, Antigravico               |                 | [ 160 ]  |
| Rozterki Fleishmana               | 2022        | Hulu                | Timberman/Beverly Productions                                                                |                 | [ 161 ]  |
| Skarb narodów: Na skraju historii | 2022–2023   | Disney+             | Jerry Bruckheimer Television, Disney Branded Television                                      |                 | [ 162 ]  |
| The Watchful Eye                  | 2023        | Freeform            | Ryan Seacrest Productions, Why I Believe in Fox                                              |                 | [ 163 ]  |
| Małe wielkie historie             | 2023        | Hulu                | Best Day Ever, Hello Sunshine, Jaywalker Pictures                                            |                 | [ 164 ]  |
| Saint X                           | 2023        | Hulu                | Anonymous Content, Dogarooski Productions, DreamCrew Entertainment                           |                 | [ 165 ]  |
| Światełko                         | 2023        | National Geographic | National Geographic Studios, Midwest Livestock, Keshet Studios                               |                 | [ 166 ]  |
| Muppetowa Maskara                 | 2023        | Disney+             | Adam F. Goldberg Productions, The Muppets Studio                                             |                 | [ 167 ]  |
| Czarny tort                       | 2023        | Hulu                | Harpo Films, Kapital Entertainment, Two Drifters                                             |                 | [ 168 ]  |
| Śmierć i inne szczegóły           | 2024        | Hulu                | Riding in Circles Productions, Last In First Out Inc., Black Lamb                            |                 | [ 169 ]  |

Uwagi
1. 1 2  od 2007 do 2020 roku produkowany pod banerem ABC Studios
2. 1 2 3 4  od 2007 do 2020 roku produkowany pod banerem ABC Studios
3. ↑  do 2019 roku produkowany pod banerem ABC Studios International
4. ↑  do 2020 roku produkowany pod banerem ABC Signature Studios